# Пітбуль (телесеріал, 2005)
«Пітбуль» (пол. PitBull) — польський кримінальний телесеріал, створений Патріком Вегою у 2005 році. В основі сюжету — робота оперативників поліції у Варшаві, зосереджених на боротьбі з організованою злочинністю. Серіал став першим великим телевізійним проєктом Веги і отримав схвальні відгуки за реалістичність та драматизм.

## Сюжет
Сюжет серіалу базується на реальних подіях і справах. У центрі подій — команда слідчих з варшавського відділу по боротьбі з організованою злочинністю. Вони розслідують вбивства, викрадення, корупційні справи і водночас стикаються з моральними дилемами, внутрішнім вигоранням і проблемами у приватному житті. 

## У ролях
- Марцін Дороцінський — Георгій "Джукі"
- Вероніка Росаті — Доротка
- Кшиштоф Строїнський — старший інспектор "Магістра"
- Анджей Грабовський — полковник Браун
- Яцек Рошяк — "Дісель"
- Даріуш Квєтнєвський — "Молот"
- Віолетта Арлак — прокурорка

## Особливості
Серіал вирізняється похмурою атмосферою, глибоким психологічним зануренням у будні поліцейських та відображенням мови кримінального світу. Автор серіалу співпрацював з реальними співробітниками правоохоронних органів, що додало автентичності проєкту.

## Вплив
Серіал став культовим у Польщі й отримав продовження у вигляді повнометражних фільмів:
- Пітбуль (фільм, 2005)
- Пітбуль. Новий порядок (2016)
- Пітбуль. Ненависть (2016)
- Пітбуль. Останній пес (2018)